# Ace Ventura: When Nature Calls
Ace Ventura: When Nature Calls is een Amerikaanse komische film uit 1995 met Jim Carrey als het hoofdpersonage Ace Ventura. De productie is het vervolg op Ace Ventura: Pet Detective uit 1994. Het derde deel in de serie Ace Ventura Jr.: Pet Detective verscheen in maart 2009 als televisiefilm en zonder Carrey.

## Verhaal
Na een tragisch ongeluk, waarbij een wasbeer om het leven komt, trekt Ace zich terug in een klooster. Hij wordt door Fulton Greenwall (Ian McNeice) overgehaald om te helpen een zeldzame, heilige, witte vleermuis in Afrika terug te vinden. Door het verdwijnen van deze vleermuis staan twee Afrikaanse stammen op het punt van oorlog. Als hij de vleermuis niet binnen vijf dagen vindt kan de dorpsmaagd niet trouwen en komt er oorlog. Het probleem is: vleermuizen zijn de enige dieren waar Ace doodsbang voor is.

## Rolverdeling
| Acteur                   | Personage                                      |
| ------------------------ | ---------------------------------------------- |
| Jim Carrey               | Ace Ventura                                    |
| Ian McNeice              | Fulton Greenwall                               |
| Simon Callow             | Hoofdconsul Vincent Cadby                      |
| Maynard Eziashi          | Ouda                                           |
| Sophie Okonedo           | Wachati prinses                                |
| Adewale Akinnuoye-Agbaje | Hitu (als Adewale)                             |
| Bob Gunton               | Burton Quinn                                   |
| Damon Standifer          | Wachati stamhoofd                              |
| Andrew Steel             | Mick Katie                                     |
| Bruce Spence             | Gahjii                                         |
| Tom Grunke               | Derrick McCane (als Thomas Grunke)             |
| Arsenio 'Sonny' Trinidad | Ashram monnik                                  |
| Tommy Davidson           | Kleine krijger / Wachootoo prins               |
| Sam Phillips             | Wachootoo stamhoofd (als Sam Motoana Phillips) |
| Danny D. Daniels         | Wachootoo shaman                               |
| Michael Reid McKay       | Magere echtgenoot ("de Monopoly-man")          |
| Kristin Norton           | Hoogdravende vrouw                             |